# Adiantum alarconianum
Adiantum alarconianum är en kantbräkenväxtart som beskrevs av Gaud. Adiantum alarconianum ingår i släktet Adiantum och familjen Pteridaceae. Inga underarter finns listade.